# Rosa Dorothea Ritter
Rosa Dorothea Ritter (Bienne, 29 luglio 1759 – Hanau, 13 gennaio 1833) fu una delle amanti del principe elettore Guglielmo I d'Assia-Kassel.

## Biografia
Rosa Dorothea Ritter era figlia del farmacista Johann Georg Ritter e di sua moglie, Maria Magdalena Witz, ma secondo altre fonti ella sarebbe stata figlia illegittima del langravio Ludovico IX d'Assia-Darmstadt Nacque a Bienne, in Svizzera nel 1759, ma secondo altre fonti sarebbe nata nel 1764.
A partire dal 1779 e sino al 1787, Rosa Dorothea Ritter fu la seconda delle tre amanti dell'allora langravio Guglielmo IX d'Assia-Kassel. Il principe tedesco, innamorato di lei, le comprò un possedimento ad Hanau e una tenuta a Rheingau e fece pressioni perché la corte imperiale di Vienna le concedesse la nobilitazione col titolo di baronessa, cosa che avvenne. Ottenne anche il predicato di "von Lindenthal" dalla tenuta donatale dal prestigioso amante presso Lindenthal, non lontano da Wiesbaden. I suoi figli avuti con Guglielmo IX portarono tutti tale titolo.
Quando Guglielmo IX conobbe a corte quella che sarebbe poi divenuta la sua terza amante, Karoline von Schlotheim, cercò un pretesto per ripudiare Rosa Dorothea che, accusata di infedeltà, venne bandita da corte e confinata al castello di Babenhausen. Lì sposò il suo tutore, Johann Gerog Kleinhans, il 13 febbraio 1794; il marito venne successivamente ammesso come consigliere di stato dell'Assia.

## Figli
Dall'unione con Guglielmo IX d'Assia-Kassel, Karoline ebbe i seguenti eredi:
- Wilhelm Karl von Hanau (1779–1856), generale luogotenente dell'Assia
- George Wilhelm von Hanau (1781–1813)
- Philipp Ludway von Hanau (1782–1843), consigliere reale segreto del Baden
- Wilhelmine von Hanau (1783–1866), sposò il primo ministro Carl von Hanstein (1772–1861)
- Moritz von Hanau (1784–1812)
- Marie Sophie von Hanau (1785–1865), sposò nel 1805 il barone Wilhelm von Wintzingerode (1782-1819)
- Julius Jacob von Haynau (1786–1853), generale austriaco
- Otto von Hanau (1788–1791)